# Hopsten
Hopsten è un comune di 7 704 abitanti della Renania Settentrionale-Vestfalia, in Germania.
Appartiene al distretto governativo (Regierungsbezirk) di Münster ed al circondario (Kreis) di Steinfurt (targa ST).

## Amministrazione

### Patti di amicizia
- Calcinaia